# ماهالواکاندا
ماهالواکاندا (به لاتین: Mahalevakanda) یک منطقهٔ مسکونی در سری‌لانکا است که در استان مرکزی (سری‌لانکا) واقع شده‌است.